# Џеп пун ражи
Џеп пун жита или Џеп пун ражи (енгл. A Pocket Full of Rye) је детективски роман енглеске књижевнице Агате Кристи први пут објављен у Великој Британији од стране издавачке куће "Collins Crime Club" 9. новембра 1953. године, а у САД од стране издавачке куће "Dodd, Mead and Company" следеће године. Издање у Великој Британији коштало је десет шилинга и шест пенија, а издање у САД 2,75 долара. У књизи се појављује њена детективка госпођица Марпл.
Попут неколико Кристиних романа (нпр. Хикори Дикори Док и 1, 2, ципела се распала), наслов и битни делови радње упућују на дечију песмицу, у овом случају песмицу „Певај песму од шест пенија“. Госпођица Марпл путује у дом Фортескјуових да понуди податке о слушавки Гледис Мартин. Она ради са инспектором Нилом док се загонетке не открију.
Два рецензента су у време објављивања сматрала да је „скривени механизам заплета генијалан на рачун вероватноће“ и да роман „није баш тако запањујући као неки од злочиначких напада госпође Кристи на њене читаоце“. Свеукупно висок квалитет Кристијеве у писању детективских романа навео је некога да каже „требало би да поставе Дама“. Пишући касније, други рецензент је сматрао да ликови укључују „изузетно гадну породицу осумњичених“ у „Ипак, добром, киселом штиву“.

## Радња
Када лондонски предузетник Рекс Фортескју умро пошто је попио јутарњи чај, инспектор Скотланд Јарда Нил предводи истрагу. Обдукција открива да је узрок смрти тровање таксином, отровним алкалоидом који се добија из тисе, и да га је Фортескју унео уз доручак док је претрагом његове одеће пронађена количина ражи у џепу јакне.
Рексова супруга Адел је главна осумњичена за убиство. Син Ланселот и снаја Пат долазе из Кеније у Лондон на позив његовог оца, према Ленсовим речима. Он из Париза јавља да ће сутрадан бити кући, а полиција га чека у ваздушној луци. Оног дана када је Ленс стигао у Јутри Лоџ и оставио своју жену у Лондону, Адел је умрла од цијанида у свом чају, а неколико сати касније, собарица Гледис Мартин је пронађена задављена у дворишту са штипаљком за веш стављеном на нос.
Инспектор Нил ради пуно радно време уз помоћ наредника Хеја на овим убиствима и саслушава све у пословници и код куће. Старији син Персивал говори инспектору да је његов отац био нередован и да је упропастио посао. Пошто је прича о три убиства објављена у новинама, госпођица Марпл је стигла у Јутри Лоџ да расветли убиство Гледис Мартин која је научила да служи и чисти у њеној кући. Рексова снаја госпођица Ремсботом позива госпођицу Марпл да остане. Инспектор Нил пристаје да ради са госпођицом Марпл пошто је видео шта она може да дода. Нил сазнаје да је таксин унет у мармеладу, а нова тегла је стављена Рексу уз доручак. Та тегла је бачена у двориште и пронашла ју је полиција. Када су госпођица Марпл и инспектор Нил разговарали о случају, она га је питала да ли је питао за косове пошто је видела сличност са дечјом псемицом "Певај песму од шест пенија". Када ју је питао сазнао је за мртве косове у Рексовом столу код куће у пити у коју су убачени место правих састојака, а од Ленса је сазнао за рудника "Кос" у источној Африци.
Рудник "Кос" пронашао је господин Макензи и за исти се сумња да садржи злато. Рек Фортескју је истражио земљу пошто је уложио капитал у њу, а затим оставио Макензија тамо да умре и вратио се сам поседујући земљу за коју је сматрао да нема вредности. Госпођа Макензи је касније окривила Рекса за смрт свог мужа и обећала да ће научити своју децу да освете оца. И инспектор и госпођица Марпл сумњају да је ћерка у домаћинству под другим именом јер је син погинуо у рату. Инспектор сумња на кућну помоћницу Мери Дав и то јој и говори. Касније је Персијева супруга Џенифер Фортескју рекла госпођици Марпл да је он ћерка Макензијевих, а инспектор то потврђује. Џенифер је убацила мртве косове у близини Рекса да би га подсетила на његов прошли преступ. Госпођица Марпл схвата да је ово дало тему убици. Давова одмах уцењује Џенифер. Инспектор Нил каже да ако Давова врати новац, неће бити оптужена.
Госпођица Марпл објашњава инспектору Нилу ко је убио Рекса Фортескјуа: Гледис је ставила отров у мармеладу верујући да је то серум истине и раж у џепу по налогу свог дечка Алберта Еванса. Непривлачну Гледис је било врло лако убедити да му помогне и да никада не доведе у питање његове побуде јер је била поласкана његовом пажњом. Госпођица Марпл објашњава да је Алберт Еванс у ствари Ленс Фортескју који жели тапију за рудник "Кос" пошто је уранијум тамо пронађен. Организовао је убиство свог оца да заустави губитак новца и да се бави само братом. Убио је своју маћеху јер би наследила велику своту новца, али само ако би живела тридесет дана после свог мужа, а Гледис да не би проговорила и оставио штипаљку да одговара тексту стиха.
Када се госпођица Марпл вратила кући, чекало ју је Гледисино писмо заглављено у сандучету. Гледис је објаснила све што је урадила и замоли госпођицу Марпл за помоћ јер није знала шта да ради и приложила своју и Албертову слику – на којој се јасно види Ленс Фортескју. Случај инспектора Нила ће бити веома јак.

## Ликови
- Госпођица Марпл: обучила је Гледис за службе у кући или у ресторану и осећа се одговорном када чита о убиствима међу којима је и Гледисино.
- Госпођица Грифит: главна дактилографкиња у канцеларијама Рекса Фортескјуа. Она зове његовог доктора.
- Госпођица Ајрин Гросвенор: компетентна, лепа плава тајница у предузећу Рекса Фортескјуа, његова лична тајница.
- Госпођица Сомерс: најновија тајница у канцеларији Рекса Фортескјуа, никад не зна када вода кључа за чај.
- Инспектор Нил: детектив инспектор ОКИ-ја (Одсек за кривичне истраге) који се бави смрћу Рекса Фортескјуа и следеће две смрти у кући Фортескјуових. Брзо размишља, брзо се увери у узрок смрти па се зна да је убиство.
- Професор Бернсдорф: Патолог у болници Сент Џад који открива узрок Рексове смрти.
- Наредник Хеј: помаже инспектору Нилу. У дворишту проналази одбачену теглу мармеладе.
- Рек Фортескју: Богати, бескрупулозни предузетник из Лондона који умире у својој канцеларији. Он има више од 60 година, а синови га сумњиче за озбиљну болест која му нарушава функције у предузећу "онсолидована улагања".
- Персивал Фортескју: најстарији Рексов син, ради са њим у послу. Он је конзервативнији у својим улагањима од свог оца. Зову га или Перси или Вал и има око 30 година. Чини се да добија оно што жели и највише може да добије смрћу свог оца и маћехе, али није могао да их убије.
- Џенифер Фортескју: Персивалова супруга последње три године. Упознали су се када га је неговала од упале плућа. Досађује јој живот као супруга, без фокуса на професионалну негу. Звала се Руби Макензи пре него што се удала.
- Ланселот Фортескју: Рексов други син, по надимку Ленс. Њих двојица су се посвађали једанаест година раније узрокујући кршење, али он је задржао улогу у предузећу као млађи ортак. Живи у Кенији, а кући долази очигледно да се помири са оцем јер је веома срећан са Пат и жели да се скраси. Он је згодан, привлачан, паметан и потпуно бескрупулозан.
- Пат Фортескју: Ленсова жена, недавно удата. Упознали су се у Кенији где је она отишла да почне изнова након што је изгубила два мужа, првог у рату, а другог због самоубиства (лорд Фредерик Анстис). Она воли Ленса и он воли њу. Она није свесна његових злочина и верује причама које он прича да је његов отац послао по њега. Госпођица Марпл јој саветује да се врати у свој дом из детињства ако је невоље поново затекну у њеном животу.
- Елејн Фортескју: Рексова ћерка и најмлађе дете, у двадесетим годинама. Она је заљубљена и жели да се уда, али јој отац забрањује брак. Када је он умро, она говори свом брату да ће се удати за месец дана и да ће основати школу са својим мужем. Она је једина особа која је пустила сузу због очеве смрти.
- Џералд Рајт: учитељ којег Елејн воли. Дошао је у то подручје када га је Елејн позвала пошто јој је отац умро.
- Госпођица Ремсботом: Тетка Ефи, старија сестра Рексове прве жене Елвире, мајка њихове деце. Она има строге ставове у вези са моралним понашањем, али не верује у Ленсову лаж о времену када је био са њом на дан свог доласка. Она проводи време са посећујућим мисионарима и има преко 70 година.
- Адел Фортескју: Рексова друга жена, тридесетак година млађа од њега, отприлике година његових синова. У браку су две године. Она је прелепа жена која воли скупе ствари, а Мери Дав ју је описала као "секси рибу".
- Вивијен Едвард Дубоа: ортак за голф и тенис и љубавник госпође Фортескју. Он је једини наследник у њеној опоруци.
- Мери Дав: кућна помоћница у дому Фортсекјуових. Она је компетентна и смирена пред убиством.
- Госпођа Крамп: куварица у домаћинству Фортескјуових која се љути на инспекторов предлог да би храна коју је припремила отровала свакога.
- Господин Крамп: служи као батлер, не баш добро, али је пакет аранжман са госпођом Крамп.
- Гледис Мартин: собарица у вили "Ијутри", породичној вили породице Фортеску, око два месеца.
- Алберт Еванс: Гледисин дечко о коме је разговарала са госпођом Крамп. Он је лажни идентитет који користи Ленс Фортескју.
- Елен Кертис: кућна помоћница у вили "ијутри" неколико година.
- Госпођа Макензи: Удовица господина Макензија који је пронашао поље могуће за експлоатацију злата у источној Африци и тражио капитал од Рекса двадесет година пре него што је прича почела. Рекс га је оставио тамо да умре. Рекс је и даље власник земље и тврдио је да је безвредна у погледу злата. Живи у приватном санаторијуму "Бор". Она више не разговара са својом ћерком јер се само свађа са њом.
- Доналд и Руби Макензи: двоје деце Макензијевих, били су старости 9 и 7 година када им је отац умро. Мајка их је одгајила да освете очеву смрт. Доналд је убијен почетком Другог светског рата.

## Књижевни значај и пријем
Филип Џон Стед из часописа Књижевни додатак Времена 4. децембра 1953. написао је да „Роман госпођице Кристи спада у удобну грану детективске фантастике. Никада не узнемирава своје читаоце реалистичним представљањем насиља или осећања или постављањем претераних захтева од њиховог занимања за ликове. Злочин је конвенција, потрага за ликовима, интелектуална вежба, а као да је убица одвратног финансијера само отровао у шали. Ликови су лагано и спретно скицирани и преовлађује противотровни поветарац хумора. Задовољство је читати аутора тако лепо свесног ограничења што она покушава." Закључио је текст речима: „Госпођица Кристи има углед да се поштено игра са читаоцем који воли да преузме детективску одговорност, а такође и по томе што је превише за њега.
Морис Ричардсон из часописа Посматрач (15. новембар 1953.) је навео: „Не баш тако запањујуће као неки од злочиначких напада госпође Кристи на њене читаоце. Суфле се добро диже, али лажни трагови нису довољно фини. Али колико добро увек пише, драги декадентни стари трговац смрћу. Требало би да од ње направе Даму или докторку књижевности."
Роберт Барнард је о ликовима рекао да су "Супер-берзански посредник и прилично гадна породица осумњичених. (Кристијева обично више воли да већину својих ликова држи барем могуће саосећајним, као и могуће убице, али овде су то само потоњи)." Сматрао је да је заплет „нешто као реприза романа Божић Херкула Поароа (одвратан отац, добар син, лош син, жена спонзоруша итд.), али без његове чврсте конструкције и домишљатост. А рима је небитност“. Његов крајњи закључак на овом роману био је „Ипак, добро, кисело штиво“.

## Отров
Арил, меснати део бобице, једини је део тисе који није отрован. Семе унутар бобице садржи високу концентрацију таксина и отровно је ако се жваће. Кућним љубимцима који су жвакали гране или лишће тисе је позлило. Један од ликова у роману примећује да таксин нема „здравствену употребу“, што је у то време било тачно. Године 1963. утврђено је да је таксол, који је члан породице таксина, један од најмоћнијих и најделотворнијих хемотерапијских лекова за лечење солидних тумора.

## Прилагођавања

### Филм
Године 1983. роман је екранизован као филм на руском језику под називом Тајна косова, а глумила је естонска глумица Ита Евер као госпођица Марпл.

### Телевизија
Џеп пун ражи је била четврта екранизована прича у ББЦ-овој серији Госпођица Марпл у којој је глумила Џоан Хиксон као стара детективка. Први пут је емитована у два дела 7. и 8. марта 1985. Упркос томе што је екранизација остала верна роману, ликови госпође Макензи, Џералда Рајта и Елејн Фортескју нису се појавили. На крају убица гине у саобраћајној несрећи, а тога у роману нема.
Роман је екранизован као део четврте сезоне британске телевизијске серије Марпл емитоване на ИТВ-у 6. септембра 2009. године са Џулијом Макензи у насловној улози. У поређењу са осталим епизодама, ова екранизација је била изненађујуће верна са неким мањим изменама.

### Радио
90-минутна радио драма Мајкла Бејквела за ББЦ радио први пут је емитована 1995. године. У њој је глумила Џун Витфилд као госпођица Марпл.